# Placonotus modestus
Placonotus modestus är en skalbaggsart som först beskrevs av Thomas Say 1827.  Placonotus modestus ingår i släktet Placonotus och familjen ritsplattbaggar. Inga underarter finns listade i Catalogue of Life.